# Liji (socken i Kina, Henan, lat 33,69, long 114,03)
Liji (kinesiska: 李集, 李集乡) är en socken i Kina. Den ligger i provinsen Henan, i den centrala delen av landet, omkring 120 kilometer söder om provinshuvudstaden Zhengzhou.
Genomsnittlig årsnederbörd är 863 millimeter. Den regnigaste månaden är juli, med i genomsnitt 176 mm nederbörd, och den torraste är januari, med 7 mm nederbörd.